# 圣让德图阿尔
圣让德图阿尔（法語：Saint-Jean-de-Thouars，法語發音：[sɛ̃ ʒɑ̃ də twaʁ]，意为“图阿尔的圣让”）是法国德塞夫勒省的一个市镇，属于布雷叙尔区。

## 地理
圣让德图阿尔（46°57'51"N, 0°12'42"W）面积4.96 平方千米，位于法国新阿基坦大区德塞夫勒省，该省份为法国西部内陆省份，北起曼恩-卢瓦尔省，西接旺代省，南至夏朗德省和滨海夏朗德省，东临维埃纳省。
与圣让德图阿尔接壤的市镇（或旧市镇、城区）包括：圖阿爾、吕宰、圣雅克德图阿尔。

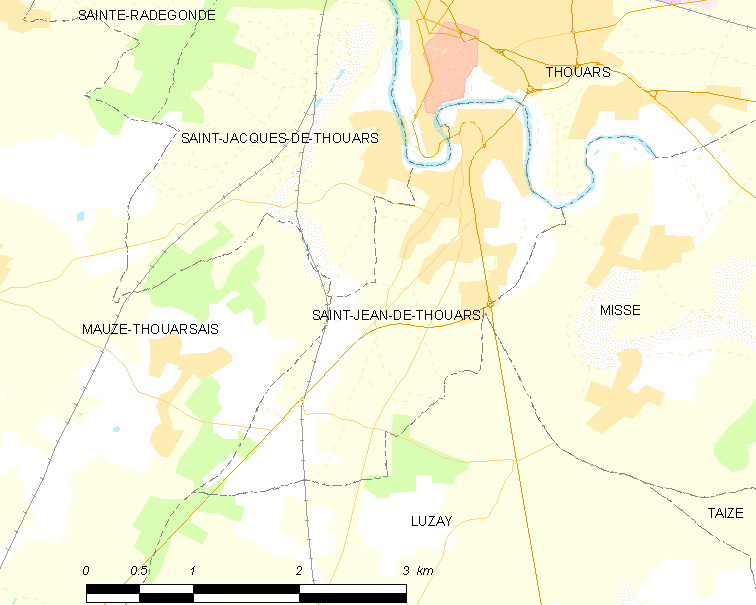
圣让德图阿尔的OSM定位图

圣让德图阿尔的时区为UTC+01:00、UTC+02:00（夏令时）。

## 行政
圣让德图阿尔的邮政编码为79100，INSEE市镇编码为79259。

## 政治
圣让德图阿尔所属的省级选区为图阿尔县。

## 人口

1962-2008年间圣让德图阿尔人口变化图示

圣让德图阿尔于2022年1月1日时的人口数量为1322人。